# Beauvais Oise Université Club 2014-2015
Questa voce raccoglie le informazioni riguardanti il Beauvais Oise Université Club nelle competizioni ufficiali della stagione 2014-2015.

## Organigramma societario
Area direttiva
- Presidente: Joël Thiebaut

Area tecnica
- Allenatore: Giampaolo Medei
- Allenatore in seconda: Fulvio Bertini

## Rosa
| N° | Nome            | Ruolo | Data di nascita  | Nazionalità sportiva |
| -- | --------------- | ----- | ---------------- | -------------------- |
| 1  | Marcel Keller   | C     | 8 maggio 1990    | Portogallo           |
| 2  | Paul Cooper     | P     | 28 marzo 1993    | Francia              |
| 4  | Gert van Walle  | S/O   | 7 agosto 1987    | Belgio               |
| 5  | Frank Depestele | P     | 3 settembre 1977 | Belgio               |
| 6  | Kévin Rodriguez | C     | 13 novembre 1994 | Francia              |
| 7  | Gary Gendrey    | C     | 30 novembre 1985 | Francia              |
| 8  | Jiří Král       | C     | 8 luglio 1981    | Rep. Ceca            |
| 9  | Ondřej Hudeček  | S     | 9 maggio 1981    | Rep. Ceca            |
| 10 | Paul Villard    | S     | 22 febbraio 1992 | Francia              |
| 12 | Steve Peironet  | L     | 20 maggio 1985   | Francia              |
| 14 | Jan Pokeršnik   | S     | 15 dicembre 1989 | Slovenia             |
| 18 | Matej Pátak     | S     | 8 giugno 1990    | Slovacchia           |